# Dominik Wielowieyski
Dominik Wielowieyski herbu Półkozic – pisarz grodzki krakowski w 1758 roku, komornik graniczny krakowski.
Poseł na sejm 1758 roku z województwa krakowskiego.